# Jiří Kylián

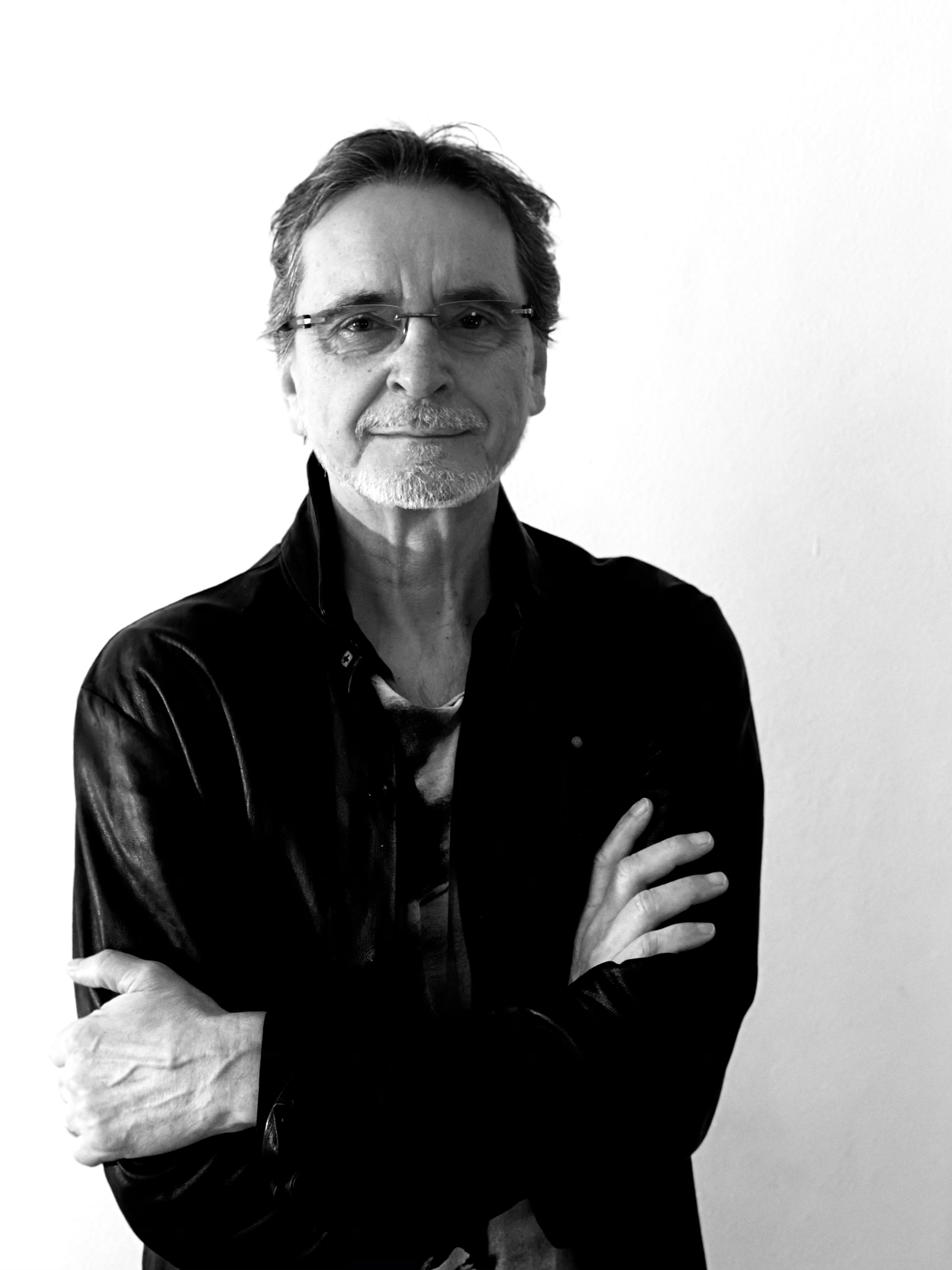
Jiří Kylián, 2020

Jiří Kylián (* 21. März 1947 in Prag, Tschechoslowakei) ist ein tschechischer Balletttänzer und Choreograf.

## Leben und Werk
Sein Tanztraining begann Kylián im Alter von 9 Jahren an der Ballettschule des Prager Nationaltheaters. 1962, im Alter von 15 Jahren, trat er in das Prager Konservatorium ein.
1967 wurde Kylián durch ein Stipendium das Studium an der Royal Ballet School in London ermöglicht. Er kam dadurch erstmals in Kontakt mit neuen choreografischen Entwicklungen sowohl im Ballett als auch im zeitgenössischen Tanz. Nach dem Studium nahm ihn der Choreograf und Direktor der Stuttgarter Ballets, John Cranko, als Tänzer unter Vertrag und ermutigte ihn selbst choreografisch tätig zu werden. In Stuttgart entstand für einen Abend der Noverre Gesellschaft seine erste Choreographie Paradox und es folgten weitere Werke für das Stuttgarter Ballet, wie 1970 Kommen und Gehen mit Marcia Haydée und Richard Cragun.
1973 schuf er seine erste Choreografie für das Nederlands Dans Theater (NDT), welcher über 70 weitere Werke für die Compagnie folgten. Von 1975 bis 1999 war Kylián künstlerischer Direktor des Nederlands Dans Theaters und arbeitete noch bis 2009 als Hauschoreograph für das NDT. 1978 kam der internationale Durchbruch mit dem Stück Sinfonietta zur Musik von Leoš Janáček beim U.S. Spoleto Festival in Charleston. In den folgenden Jahren etablierte er sich international und es entstanden Werke wie Symphony of Psalms (1978), Overgrown Path (1980), Svadebka (1982), Stamping Ground (1983), l'Enfant et les sortileges (1984), Falling Angels (1989) oder One of A Kind (1998) für das Nederlands Dans Theater. Darüber hinaus schuf er weitere Werke für das Stuttgarter Ballett, das Bayrische Staatsballett München, das Ballett der Pariser Oper und das Ballett in Tokyo.
Im Verlauf seiner Karriere erhielt er zahlreiche Preise und Auszeichnungen. Am 13. April 1995 wurde Kylián für seine choreografische Arbeit und seine lebenslange Widmung an den Tanz mit dem niederländischen Orden von Oranien-Nassau ausgezeichnet. 2008 folgte die höchste königliche Auszeichnung der Niederlande, die Medaille des Ordens für Kunst und Wissenschaft des Hauses Oranien, die ihm durch Königin Beatrix verliehen wurde. Im September 2017 erhielt er für sein Lebenswerk den Positano Premia La Danza Léonide Massine Award und wurde im selben Jahr zum Ehrenbürger der Stadt Den Haag ernannt. Er trägt zudem einen Ehrendoktortitel der Juilliard School in New York, erhielt eine Ehrenmedaille vom Präsidenten der Tschechischen Republik und ist seit 2019 Mitglied der Académie des Beaux Arts in Paris.
In den letzten Jahren arbeitete Kylián auch an Filmprojekten und führte Regie bei Tanzfilmen wie Car-Men (2006) und Between Entrance and Exit (2013). Zusammen mit Jan Malíř realisierte er mit Schwarzfahrer (2014) und Scalamare (2017) weitere Filme. Zudem beschäftigt er sich mit Fotografie, wie seine Arbeiten zu Free Fall (2014) beweisen.
Seit 1973 lebt und arbeitet Kylián mit der Tänzerin Sabine Kupferberg zusammen, die ihn zu vielen seiner Werke inspiriert hat, weshalb er von ihr als seiner Muse spricht.

## Stil
Ab Mitte der 1980er haben sich Kyliáns künstlerische Ansichten und sein Stil in eine abstrakte und surrealistische Richtung gedreht. Es entstand das Black and White Program, mit den Choreografien No More Play, Petite Mort, Sarabande, Falling Angels, Sweet Dreams, Whereabouts Unknown, ebenso seine Produktion des japanischen Märchens Kaguyahime.
Über die Jahre hat Kylián einen persönlichen Stil entwickelt, der sich einer akademischen Charakterisierung entzieht.

## Auszeichnungen (Auswahl)
- 1995: Niederländischer Orden von Oranien-Nassau
- 1998: Prix Benois de la Danse, Moskau
- 1999: Prix Benois de la Danse, Berlin
- 2000: Nijinsky Awards (mit dem NDT) in den Kategorien bester Choreograf, beste Company und bestes Werk
- 2008: Goldener Löwe für sein Lebenswerk, Biennale Venedig (Festival für zeitgenössischen Tanz)
- 2008: Medaille des Ordens für Kunst und Wissenschaft des Hauses Oranien, verliehen durch Königin Beatrix der Niederlande
- 2011: Preis des tschechischen Kulturministeriums für sein Lebenswerk im Bereich Tanz und Theater
- 2017: Positano Premia La Danza Léonide Massine Award für sein Lebenswerk
- 2019: Ernennung zum Mitglied der Académie des Beaux Arts in Paris

## Film
- Jiří Kylián – Vermächtnis eines Choreographen. Dokumentarfilm, Frankreich, 2011, 52:30 Min., Buch und Regie: Don Kent, Produktion: arte France, deutsche Erstsendung: 28. Juli 2014 bei arte.